# Молини ди Каморо I (Перуђа)
Молини ди Каморо I је насеље у Италији у округу Перуђа, региону Умбрија.
Према процени из 2011. у насељу је живело 21 становника. Насеље се налази на надморској висини од 725 м.